# Don Kojis
Donald R. Kojis (Milwaukee, Wisconsin, 15 de julio de 1939 - San Diego, California; 19 de noviembre de 2021) fue un jugador de baloncesto estadounidense que disputó 12 temporadas en la NBA. Es uno de los tres únicos jugadores de la historia que ha jugado en tres equipos de expansión diferentes. Con 1,90 metros de estatura, jugaba en la posición de alero.

## Trayectoria deportiva

### Universidad
Jugó durante tres temporadas con los Golden Eagles de la Universidad de Marquette, liderando al equipo en anotación en sus temporadas junior (20,9 puntos por partido) y senior (21,4). Además, fue el máximo reboteador del mismo en sus tres años, manteniendo hoy en día el primer y segundo puesto histórico de mejores reboteadores de Marquette, con 17,1 rebotes por partido en la temporada 1960-61 y 15,4 en la 1959-60. En el total de su carrera universitaria promedió 18,6 puntos y 15,1 rebotes por partido.

### Profesional
Fue elegido en la vigesimoprimera posición del Draft de la NBA de 1961 por Chicago Packers, pero no debutó en la liga profesional hasta la temporada 1963-64, cuando el equipo ya se había trasladado a Baltimore y tenía la denominación de Baltimore Bullets. Tras un año con pocas oportunidades, al comienzo de la temporada siguiente fue incluido en un gran traspaso que afectó a ocho jugadores, y en el cual fue traspasado a Detroit Pistons junto con Terry Dischinger y Rod Thorn a cambio de Bailey Howell, Bob Ferry, Don Ohl y los derechos del draft de Wali Jones y Les Hunter. En Detroit peraneció durante dos temporadas, en las cuales siguió siendo uno de los últimos hombres en saltar a la pista. Al comienzo de la temporada 1966-67 fue incluido en el draft de expansión recalando en el nuevo equipo de los Chicago Bulls, donde mejoró algo sus números, pero siguió saliendo desde el banquillo. Al año siguiente se repuitió la historia: un nuevo equipo en la liga, los San Diego Rockets, y una vez más fue incluido en el draft de expansión, haciendo las maletas para ir a la ciudad tejana.
En los Rockets por fin pudo demostrar su valía, haciéndose con el puesto de titular, y convirtiéndose en el máximo anotador de su equipo en sus dos primeras temporadas, promediando 19,7 y 22,5 puntos por partido respectivamente. Estas magníficas actuaciones le hicieron ser elegido para disputar los All Stars de 1968 y 1969. En su tercera temporada en San Diego su rendimiento bajó como consecuencia de una lesión de rodilla, siendo traspasado al año siguiente a Seattle Supersonics, a donde llegó ya con 32 años. Tras dos años en los que se mantuvo en los dobles dígitos, fue de nuevo traspasado a Kansas City-Omaha Kings, donde jugaría sus tres últimas campañas como profesional.
Se retiró en 1975, tras doce años en la NBA, habiendo promediado 12,2 puntos y 5,6 rebotes por partido.

### Selección de Estados Unidos
En 1963 fue convocado por la Selección de baloncesto de Estados Unidos para ir a jugar el Campeonato Mundial de Baloncesto de 1963, en el que acabaron en cuarta posición.